# De Friesche IJsbond
De Friesche IJsbond werd op 13 maart 1886 opgericht om het Friese ijswegennet te onderhouden, vernielingen door stoomboten in de kanalen en sloten en stromingen door zeesluizen tegen te gaan.
Later is de provincie in 30 departementen verdeeld, waar men let op de toestand en de sterkte van de ijswegen en het plaatsen van baanvegers, waarschuwingsborden en richtingsborden in het eigen departement. De ijsbond is nu de vereniging van 22 ijswegencentrales die elk een eigen gebied verzorgen. Contributiebetalers, die toentertijd ƒ 0,25 per jaar betaalden, kregen een opspeldbare kaart die bewees dat de baanveger betaald was. Bij toertochten die door de centrale werden georganiseerd was deze kaart verplicht. Tegenwoordig is de minimumcontributie € 1,20 (2006).
De Friesche IJsbond publiceert berichten over de toestand van het ijs, en organiseert tochten. In 1909 was een van die tochten de eerste Elfstedentocht. De ijsbond wilde het toen bij die ene keer laten, maar Mindert Hepkema, een advocaat uit Leeuwarden, was het hier niet mee eens. Een paar dagen later werd door hem en een stel andere enthousiaste Friezen de Vereniging De Friesche Elf Steden opgericht.
In 2011 vierde de vereniging haar 125-jarig jubileum.